# Пессеїк (Міссурі)
Пессеїк (англ. Passaic) — селище (англ. village) в США, в окрузі Бейтс штату Міссурі. Населення — 26 осіб (2020).

## Географія
Пессеїк розташований за координатами 38°19′18″ пн. ш. 94°20′56″ зх. д. / 38.32167° пн. ш. 94.34889° зх. д. (38.321631, -94.348985).  За даними Бюро перепису населення США в 2010 році селище мало площу 0,18 км², з яких 0,18 км² — суходіл та 0,00 км² — водойми.

## Демографія
Згідно з переписом 2010 року, у місті мешкали 34 особи в 12 домогосподарствах у складі 8 родин. Густота населення становила 185 осіб/км².  Було 14 помешкання (76/км²).
Расовий склад населення:
| - 100,0 % — білих |

До двох чи більше рас належало 0,0 %. Частка іспаномовних становила 2,9 % від усіх жителів.
За віковим діапазоном населення розподілялося таким чином: 17,6 % — особи молодші 18 років, 79,5 % — особи у віці 18—64 років, 2,9 % — особи у віці 65 років та старші. Медіана віку мешканця становила 41,5 року. На 100 осіб жіночої статі у місті припадало 112,5 чоловіків;  на 100 жінок у віці від 18 років та старших — 115,4 чоловіків також старших 18 років.
За межею бідності перебувало 18,4 % осіб, у тому числі 0,0 % дітей у віці до 18 років та 0,0 % осіб у віці 65 років та старших.
Цивільне працевлаштоване населення становило 15 осіб. Основні галузі зайнятості: освіта, охорона здоров'я та соціальна допомога — 53,3 %, транспорт — 33,3 %, будівництво — 13,3 %.